# Heteroconus excellens
Heteroconus excellens är en skalbaggsart som beskrevs av Gilbert John Arrow 1941. Heteroconus excellens ingår i släktet Heteroconus och familjen Dynastidae. Inga underarter finns listade i Catalogue of Life.